# Megyebíró János
Megyebíró János (Gyula, 1969. június 21. –) magyar nemzetközi labdarúgó-játékvezető. Egyéb foglalkozása, a gyulai Termál kemping ügyvezetője.

## Pályafutása

### Labdarúgóként
Ifjúsági és fiatal felnőtt korában megyei csapatokban futballozott.[forrás?]

### Nemzeti játékvezetés
Korábbi játékvezető, országos ellenőr édesapja és Győri László "tanár úr" rábeszélték, hogy legyen játékvezető. Játékvezetésből 1992-ben Békéscsabán vizsgázott. A Békés megyei Labdarúgó-szövetség által üzemeltetett labdarúgó bajnokságokban gyors léptekkel haladt egyik osztályból a másikba (öt év alatt a csúcsra került). A megyei Játékvezetői Bizottság (JB) javaslatára 1994-ben NB III-as, egyben országos utánpótlás bíró. Gyorsan elsajátítani a minőségi játékvezetés elemeit. Az MLSZ JB minősítésével NB II-es, majd 1997-től NB I-es játékvezető. 2006-ban, az edzőtábori felmérésen nem tudta teljesíteni a Cooper-tesztet, a fizikai elvárásokat, ezért visszaminősítették a második vonalba. 2006-ban visszavonult a nemzeti játékvezetéstől. NB I-es mérkőzéseinek száma: 109.
Mottója: Az élethez és benne a játékvezetéshez nagy szerencse kell, akár hetven százalék is.
| Időpont             | Helyszín                        | Mérkőzés típusa          | Mérkőzés                      | Eredmény | Nézők száma |
| ------------------- | ------------------------------- | ------------------------ | ----------------------------- | -------- | ----------- |
| 1997. augusztus 11. | ETO Stadion, Győr               | első NB I-es mérkőzése   | Győri ETO FC–Diósgyőri VTK    | 1 – 0    | 8000        |
| 2006. október 2.    | Káposztás utcai Stadion, Sopron | utolsó NB I-es mérkőzése | FC Sopron–Zalaegerszegi TE FC | 1 – 2    | 2800        |

#### Nemzeti kupamérkőzések
Vezetett kupadöntők száma: 2.

##### Magyar labdarúgókupa
| Időpont         | Helyszín                    | Mérkőzés típusa | Mérkőzés                      | Eredmény | Nézők száma |
| --------------- | --------------------------- | --------------- | ----------------------------- | -------- | ----------- |
| 2003. május 6.  | Népstadion, Budapest        | döntő           | Ferencvárosi TC–Debreceni VSC | 2 – 1    | 10 000      |
| 2006. május 17. | Üllői úti Stadion, Budapest | döntő           | Vasas SC–Fehérvár FC          | 2 – 2    | 6000        |

#### Nemzetközi játékvezetés
A Magyar Labdarúgó-szövetség JB terjesztette fel nemzetközi játékvezetőnek, a Nemzetközi Labdarúgó-szövetség (FIFA) 2002-től tartotta nyilván bírói keretében. 2001-ben a FIFA JB nem fogadta el jelölését, a magyar nemzetközi játékvezetői létszámot 7 főről 6 főre csökkentette. Szarka Zoltánt váltotta a nemzetközi pozícióban. Több nemzetek közötti válogatott, valamint Intertotó-kupa, UEFA-kupa és UEFA-bajnokok ligája klubmérkőzést vezetett, vagy működő társának 4. bíróként segített. A nemzetközi játékvezetéstől 2006-ban visszavonult. Nemzetközi mérkőzéseinek száma: 28. Válogatott mérkőzéseinek száma: 1.

## Sportvezetőként
Az MLSZ JB NB I-es ellenőre.

## Szakmai sikerek
2005-ben a Nemzeti Sport munkatársainak osztályzatai alapján az Év Játékvezetője címet érdemelte ki.

## Családi kapcsolata
Elvált, volt felesége Bohus Beáta, aki a Békéscsabai Előre NKSE és Dunaferr NK egykori játékosa, valamint a magyar válogatott 69-szeres válogatott beállósa.[forrás?]

## Külső hivatkozások
- Megyebíró János. World Referee. [2012. szeptember 28-i dátummal az eredetiből archiválva]. (Hozzáférés: 2013. július 22.)
- Megyebíró János. footballdatabase.eu. (Hozzáférés: 2015. december 31.)
- Megyebíró János. eu-football.info. (Hozzáférés: 2015. december 31.)
- Megyebíró János. sportmedia.hu. [2015. december 8-i dátummal az eredetiből archiválva]. (Hozzáférés: 2015. december 31.)
- Megyebíró János. nela.hu. (Hozzáférés: 2015. december 3.)
- Megyebíró János. foci-info.hu. (Hozzáférés: 2015. december 31.)
- Megyebíró János. nemzetisport.hu. (Hozzáférés: 2015. december 31.)